# Southern Hockey League (1973-1977)
La Southern Hockey League (SHL) est une ligue de hockey sur glace de niveau mineur-professionnel aux États-Unis qui a existé de 1973 à 1977.

## Historique
La ligue est fondée en 1973 en même temps que la North American Hockey League lors de la dissolution de l'Eastern Hockey League. La SHL débute avec six franchises et est en activité durant quatre saisons, cessant ses opérations au milieu de cette dernière en 1977.

## Équipe qui ont fait partie de cette ligue
Les équipes sont présentées par année de création.
| Arrivée | Appellations successives     | Années d'activité | Nombre de saisons | Notes                                                                           |
| ------- | ---------------------------- | ----------------- | ----------------- | ------------------------------------------------------------------------------- |
| 1973    | Checkers de Charlotte        | 1973-1977         | 4                 | Équipe transférée depuis l'Eastern Hockey League en 1973 et dissoute en 1977.   |
| 1973    | Generals de Greensboro       | 1973-1977         | 4                 | Équipe transférée depuis l'Eastern Hockey League en 1973 et dissoute en 1977.   |
| 1973    | Whoopees de Macon            | 1973-1974         | 1                 | Équipe dissoute en cours de saison.                                             |
| 1973    | Rebels Roanoke Valley        | 1973-1976         | 3                 | Équipe transférée depuis l'Eastern Hockey League en 1973 et dissoute en 1976.   |
| 1973    | Suns de Suncoast             | 1973-1974         | 1                 | Équipe transférée depuis l'Eastern Hockey League en 1973 et dissoute en 1974.   |
| 1973    | Polar Twins de Winston-Salem | 1973-1977         | 4                 | Équipe transférée depuis l'Eastern Hockey League en 1973 et dissoute en 1977.   |
| 1974    | Gulls de Hampton             | 1974-1977         | 3                 | Équipe transférée dans la Ligue américaine de hockey en 1977.                   |
| 1975    | Sharks de Tidewater          | 1975-1977         | 2                 |                                                                                 |
| 1976    | Clippers de Baltimore        | 1976-1977         | 1                 | Équipe transférée de la Ligue américaine de hockey en 1976 et dissoute en 1977. |
| 1976    | Wildcats de Richmond         | 1976-1977         | 1                 | Équipe créée en 1976 et dissoute en 1977                                        |

## Champions

### Saison régulière
- 1974 : Rebels de Roanoke Valley
- 1975 : Checkers de Charlotte
- 1976 : Checkers de Charlotte

### Séries éliminatoires
- 1974 : Rebels de Roanoke Valley
- 1975 : Checkers de Charlotte
- 1976 : Checkers de Charlotte